# 國防部參謀本部
國防部參謀本部是中華民國國防部執行指揮中華民國國軍之特設機關，等於世界各國的總參謀部，也是國軍軍令系統的最高單位，其機關首長「參謀總長」更是國軍現役軍職最高職務。《國防部參謀本部組織法》明定其為國防部部長之軍令幕僚（相當於軍令副部長）、及三軍聯合作戰指揮機構，掌理提出建軍備戰需求、建議國防軍事資源分配、督導戰備整備、部隊訓練、律定作戰序列、策定並執行作戰計畫及其他有關軍隊指揮事項。

## 沿革

### 南京臨時政府、北洋政府
1912年2月6日，南京臨時政府始設立參謀部，直屬於中華民國臨時大總統孫文，不屬內閣轄制:21。參謀部由辛亥革命期間獨立各省派員組成，設有總長、次長等官。參謀部職責為：「協助臨時大總統統掌辦中央軍令」。參謀總長為黃興，大總統兼陸海軍大元帥，兵站總監黃興，作戰局長史久光，兵站局長黃郛，陸軍部總長黃興、次長蔣作賓，海軍部總長黃鍾瑛、次長湯薌銘:24。參謀次長為鈕永建。
1912年5月13日，北京臨時政府成立後，改為參謀本部，部址設於北京西安門內路北（法文學堂舊址，早年由清政府購買建軍諮府大樓）。5月15日成立，8月15日銓敘局編參謀本部職官表；總長黎元洪（兼），次長陳宦；初設第一至第六局，9月增制圖局，11月增第七局；1915年9月改為第一至第六局及制圖局:24-25。1912年10月30日，臨時大總統袁世凱公布《參謀本部官制》，規定參謀本部直隸於大總統，「統轄本部及全國參謀將校，監督其教育，並管轄陸海軍大學、陸海測量、各國駐紮武官、軍事交通各事宜」。設有參謀總長，為特任官，由上將或中將出任；次長為簡任官，中將或少將。內設有七個局，每局設有局長、高級副官、科長、科員等。袁世凱為指揮聯繫全國之軍隊，1912年4月22日在總統府內置軍事處，處長馮國璋，顧問官蔣翊武、孫武、張振武；1914年5月12日裁:25。1914年5月1日，袁世凱公布「中華民國約法」，廢軍事處，設「陸海軍大元帥統率辦事處」，統率全國陸海軍；設第一至第三所主任及總務廳，辦事員：黎元洪（副總統兼參謀總長）、段祺瑞（陸軍部長）、劉冠雄（海軍部長）、蔭昌（侍衛長）、薩鎮冰、王世珍；1916年6月10日黎元洪下令裁撤:25。袁世凱主政時，因為直接指揮軍隊，故參謀本部沒有實權。袁世凱逝世後，參謀本部更為無權，參謀總長、次長及下屬職員任免，以及各師、混成旅參謀人員任免不再受參謀本部控制，各實權機構對前線軍隊混亂指揮，影響參謀本部行使職權。1916年6月陸軍大元帥統率辦事處裁後恢復總統府內置軍事處，1924年11月裁撤:25。1924年11月22日至1926年4月20日，軍事處改為軍務廳:26。1927年6月18日至1928年6月7日，張作霖為陸海軍大元帥，軍令、軍政合設軍事部，總長何豐林，初改參謀本部為參謀署、陸軍部為陸軍署、海軍部為海軍署、新設航空署:26。1927年7月12日，陸軍部與海軍部合併成立軍事部，並把航空署以及不屬於內閣管轄的參謀本部合併歸一:114。參謀本部改為軍事部參謀署。

### 廣州軍政府
1917年8月31日，國會非常會議通過《軍政府組織大綱》，設大元帥府參謀處，下設參謀總長一人，參謀次長二人，陸、海軍參謀若干人。1920年8月，第一次護法軍政府撤銷；11月29日，第二次護法軍政府在廣州恢復。1921年4月7日，國會非常會議通過《中華民國政府組織大綱》；5月5日，軍政府撤銷，設置總統府參謀部。:1221923年3月2日，陸海空軍大元帥大本營正式成立，設參謀處參謀長。:1231925年7月6日，國民政府軍事委員會成立:134，下設國民政府軍事委員會參謀部。

### 訓政時期
國民革命軍北伐完成後，1928年11月10日，再改為國民政府參謀本部，職掌國防用兵及陸地測量事宜。:260參謀本部設參謀總長一人，上將或中將銜，參劃軍機，執掌國防用兵各計劃，綜理部務，統率全參謀人員，「監督其教育並管轄陸軍大學等學校」:260。設參謀次長一人，中將銜，協助參謀總長辦理部務。:2611937年7月7日，盧溝橋事變爆發。1939年初，參謀本部和軍事委員會第一部合併為軍令部，變成軍事委員會軍令部。:2531945年8月，八年抗戰結束，軍事職權陸續回歸行政院軍政部。1946年6月，改為國防部參謀本部。

### 憲政時期
1970年至2001年《國防部組織法》修正前，參謀總長實為中華民國國軍實際軍令執行者。2001年制定《國防部參謀本部組織條例》後，明定其為國防部部長之軍令幕僚、及三軍聯合作戰指揮機構。配合2013年1月1日起施行國防部組織調整，於2012年12月12日制定《國防部參謀本部組織法》，參謀總長降編為二級上將（除非承平時期有重大功績或戰時才能晉升為一級上將），副參謀總長執行官維持二級上將，副參謀總長降編為中將。

## 組織編制
國防部參謀本部（軍令幕僚及三軍聯合作戰指揮機構）：
- 參謀總長（一人，承平時期為二級上將，除非戰時或有特殊功績才能晉升為一級上將）
  - 副參謀總長執行官（一人，二級上將）
    - 副參謀總長（二人，中將）
      - 總士官長（一人，一等士官長）

### 參謀本部單位
- 人事參謀次長室（聯一）：人事整備處、人事管理處（陸軍）、人事勤務處（空軍）、人才培育處（陸軍）
  - 中將次長一人（陸軍） 
現任聯一次長： 劉沛智 陸軍中將 
    - 少將助理次長一人（海軍）曾安國 
      - 少將或上校處長
- 情報參謀次長室（聯二）：情報政策整備處（空軍）、國際事務處（海軍）、聯合情報研析中心（陸軍或海軍）
  - 中將次長一人（空軍）
現任聯二次長： 謝日升 空軍中將 
    - 少將助理次長一人（海軍）朱惠民 
      - 少將處長、主任
- 作戰及計畫參謀次長室[8]（聯三，輔聯五）：作戰整備處（海軍）、聯合作戰處（陸軍）、防空暨資戰處（空軍或陸軍）、戰情中心（空軍） 
  - 中將次長一人（陸軍）
 現任聯三次長： 連志威 陸軍中將 
    - 少將助理次長一人（海軍）彭國洲 
      - 少將處長、主任
- 後勤參謀次長室（聯四）：後勤綜合處、軍品整備處（海軍）、後勤管理處（陸軍）
  - 中將次長一人（海軍）
現任聯四次長： 李鳳翔 海軍中將 
    - 少將助理次長一人（空軍）林正忠 
      - 少將或上校處長
- 通信電子資訊參謀次長室（聯六）：資安暨網戰整備處（陸軍）、電子暨電戰規劃處（空軍）、指管通情系統處、通信資源綜合處、軟體暨資訊發展中心
  - 中將次長一人（空軍）
現任聯六次長： 解駿山 空軍中將 
    - 少將助理次長一人（海軍）林奇輝 
      - 少將或上校處長、上校主任
- 訓練參謀次長室（聯七）：軍事訓練處（陸軍）、聯合戰力訓練處（陸戰隊）、訓練資源管理處（陸軍）、聯合作戰演訓支援中心（海軍）
  - 中將次長一人（陸軍）
現任聯七次長： 郭俊德 陸軍中將 
    - 少將助理次長一人（空軍）許永祥 
      - 少將處長、主任

#### 直屬機構
- 國防部軍事情報局
  - 中將局長一人（陸軍）陳明華 
    - 少將副局長一人（陸軍）
      - 少將執行長（陸軍）
- 國防部電訊發展室
  - 中將主任一人（海軍）郭治國 
    - 少將副主任一人（陸軍）
- 國軍聯合作戰指揮中心
  - 少將主任一人（空軍）
    - 上校副主任一人

### 得編配軍事機關
負責執行軍隊指揮，軍事機關及其所屬部隊得編配參謀本部。
- 國防部陸軍司令部（負責執行指揮中華民國陸軍部隊）
  - 二級上將司令一人
    - 中將副司令二人
    - 中將參謀長一人
      - 少將副參謀長二人

    - 一等士官長士官督導長一人
- 國防部海軍司令部（負責執行指揮中華民國海軍部隊）
  - 二級上將司令一人
    - 中將副司令二人（海軍一位、陸戰隊一位）
    - 中將參謀長一人
      - 少將副參謀長二人（海軍一位、陸戰隊一位）

    - 一等士官長士官督導長一人
- 國防部空軍司令部（負責執行指揮中華民國空軍部隊）
  - 二級上將司令一人
    - 中將副司令二人
    - 中將參謀長一人
      - 少將副參謀長二人

    - 一等士官長士官督導長一人

### 編配軍事機構
執行軍隊指揮，軍事機構及其所屬部隊編配參謀本部。
- 國防部憲兵指揮部（負責執行指揮中華民國憲兵部隊）
  - 中將指揮官一人
    - 少將副指揮官一人
- 國防部資通電軍指揮部（負責執行指揮資通電軍部隊）
  - 中將指揮官一人
    - 少將副指揮官一人

## 參謀本部軍隊指揮權法理之討論
根據現行國防法第八條，「總統統率全國陸海空軍，為三軍統帥，行使統帥權指揮軍隊，直接責成國防部部長，由部長命令參謀總長指揮執行之。」，可以看出中華民國總統指揮軍隊的權力。然而，所謂的「責成」國防部長，及「命令」參謀總長卻成為一道法律及實務上的困擾。2000年 1月15日，立法院三讀通過新版《國防法》與《國防部組織法》（俗稱國防二法），旨在重構國防組織及實現文人領軍之現代組織內涵，也成為解嚴以來邁向法治化的一大改進。截至2024年，《國防法》於2012年6月6號最後一次修正，《國防部組織法》、《國防部參謀本部組織法》則2021年最後一次修正。國防法第13條明文列出參謀總長為國防部長之『軍令幕僚』，但是，同條也列出其受部長之命令並負責『軍令指揮軍隊』。這裡帶出了現行體制的問題：國防部長身為文官人員且僅能行使行政上之『命令』，參謀總長身為最高『軍令』首長，負責指揮軍隊，但在法理上卻又受到非軍事背景出身之國防部長制約，形成難解之法律疑問。除了法律疑義，在實務軍事指揮上也備受質疑：
根據戰區作戰概念，參謀本部戰時為中央三軍聯合作戰指揮機構，而各作戰區在其指揮下，指揮轄屬作戰區軍種部隊進行防衛作戰；其屬中央三軍聯合作戰指揮機構轄屬之一環。有論者謂，國防二法施行後，平時各軍種司令部隸屬國防部，各軍種部隊受轄屬軍種司令部指揮；軍種部隊受所屬軍種司令部影響，乃存有之事實。參謀本部之法定職掌，戰時能否整合各軍種能力，進行三軍聯合作戰，容有疑義。另國防部對各軍種司令部所屬之機構，作戰部隊「得」編配參謀本部之適用範圍及編配時機，國防相關法制並未明定，若於戰時始以命令臨時編配，顯難建立指揮倫理及默契 。
以上是立法院法制局研究員針對現行作戰區及參謀總長的指揮權進行討論。

財團法人國家政策研究基金會對參謀總掌指揮權的尷尬處境有更深刻的分析。
...此次國防法第十三條已明白規定參謀總長為部長的軍令幕僚，承部長之命令，負責軍令事項指揮軍隊。已經明白的確定了部長與總長之間的上下隸屬關係。雖然就體制明確性而言，總長應不只是部長的「軍令幕僚」，而是「軍令幕僚長」，但此立法瑕疵，不應模糊部長對總長的絕對指揮權。...
...我國國防法雖然在第八條規定總統統帥全國陸海空軍，行使統帥權指揮軍隊，直接責成國防部長，由部長命令參謀總長指揮執行。由此條文，似乎可看出立法者已剝奪了總統直接行使統帥權，而「直接責成」國防部長。但此「直接責成」是否為「直接授權」之意？究竟總統能否撤回此授權，而直接行使指揮？顯然至為模糊。以法理而言，此直接責成，乃法定的強制授權而言，因此，總統的指揮軍隊權限，已成為形式意義。...

...以國防法將軍隊指揮權「責成」國防部長，以及在二個條文（第八、十三條）明白規定總長係依國防部長之命令負責指揮軍隊，固然已清楚的確定了部隊實際指揮仍為總長，但部長在必要時，可接掌此權限。惟以行政院為國家最高行政機關，國防部長為行政院長之部屬，基於「行政一條鞭」原則，行政院長既為國防部長之長官，國防法卻未將行政院長列入國軍指揮的體系，形同局外人。顯然忽視了「內閣一體」以及行政組織金字塔的特性...
由上述可知，在現行國防法規上，還有待討論及完善的空間。

## 歷任參謀總長

### 南京臨時政府時期、北洋政府時期
以下列出历任参谋总长：
| 姓名               | 任期時間                      | 備註                                                 |
| ------------------ | ----------------------------- | ---------------------------------------------------- |
| 黄興 (1874–1916)   | 1912年2月6日－1912年3月30日   | 南京临时政府参谋部参谋总长。                         |
| 黄興 (1874–1916)   | 1912年3月30日                 | 未就任，1912年4月1日改为南京留守。                   |
| 徐绍桢 (1861–1936) | 1912年4月1日－1912年4月5日    | 辞职，改仓场总督。                                   |
| 黎元洪 (1864–1928) | 1912年4月13日－1915年12月18日 | 中华民国临时副总统遥领。1913年12月10日，入北京到职。 |
| 冯国璋 (1859–1919) | 1915年12月18日－1916年3月23日 | 未就任，参谋次长唐在礼代。                           |
| 段祺瑞 (1865–1936) | 1916年3月23日－1916年4月23日  |                                                      |
| 王士珍 (1861–1930) | 1916年4月23日－1917年12月1日  |                                                      |
| 荫昌 (1859–1928)   | 1917年12月1日－1919年1月11日  | 卸任后改任侍从武官长。                               |
| 张怀芝 (1862–1934) | 1919年1月11日－1924年11月5日  | 1920年2月14日请假，由荫昌兼署。1920年4月20日回任。   |
| 李烈钧 (1882–1946) | 1924年11月5日－1925年1月27日  | 未就任。                                             |
| 刘汝贤 (1870–?)    | 1925年1月27日－1925年5月16日  | 参谋次长刘汝贤署。                                   |
| 杨森 (1884–1977)   | 1925年5月16日－1926年1月9日   | 未就任。参谋次长刘汝贤代。                           |
| 刘汝贤             | 1926年1月9日－1926年7月22日   | 参谋次长刘汝贤署。                                   |
| 刘湘 (1890–1938)   | 1926年7月22日－1927年6月20日  | 未就任。1927年6月20日，参谋本部并入军事部。          |

### 憲政時期
| 任次   | 姓名                | 圖像                         | 軍階 | 軍階     | 任期時間                      | 任職天數 | 備註 |
| ------ | ------------------- | ---------------------------- | ---- | -------- | ----------------------------- | -------- | --- |
| 第1任  | 陳誠 (1898－1965)   |                              | 陸軍 | 一級上將 | 1946年5月23日－1948年5月12日  | 720      | 任內晉陞一級上將，後擔任行政院院長、副總統 |
| 第2任  | 顧祝同 (1893－1987) |                              | 陸軍 | 一級上將 | 1948年5月13日－1950年3月24日  | 680      | 兼國防部部長 |
| 第3任  | 周至柔 (1899－1986) |                              | 空軍 | 一級上將 | 1950年3月25日－1954年6月30日  | 1558     | 任內晉陞一級上將 |
| 第4任  | 桂永清 (1901－1954) |                              | 海軍 | 一級上將 | 1954年7月1日－1954年8月12日   | 42       | 任內逝世，追晉一級上將 |
| 代理   | 彭孟緝 (1908－1997) |                              | 陸軍 | 一級上將 | 1954年8月12日－1954年8月17日  | 5        | |
| 第5任  | 彭孟緝 (1908－1997) | 1954年8月18日－1957年6月30日 | 陸軍 | 一級上將 | 1047                          |          | |
| 第6任  | 王叔銘 (1905－1998) |                              | 空軍 | 一級上將 | 1957年7月1日－1959年6月30日   | 729      | 任內晉陞一級上將 任內爆發八二三炮戰 |
| 第7任  | 彭孟緝 (1908－1997) |                              | 陸軍 | 一級上將 | 1959年7月1日－1965年6月30日   | 2191     | 任內晉陞一級上將 |
| 第8任  | 黎玉璽 (1914－2003) |                              | 海軍 | 一級上將 | 1965年7月1日－1967年6月30日   | 729      | |
| 第9任  | 高魁元 (1907－2012) |                              | 陸軍 | 一級上將 | 1967年7月1日－1970年6月30日   | 1095     | 後擔任國防部部長 |
| 第10任 | 賴名湯 (1911－1984) |                              | 空軍 | 一級上將 | 1970年7月1日－1976年6月30日   | 2191     | |
| 第11任 | 宋長志 (1916－2002) |                              | 海軍 | 一級上將 | 1976年7月1日－1981年11月30日  | 1978     | 後擔任國防部部長 |
| 第12任 | 郝柏村 (1919－2020) |                              | 陸軍 | 一級上將 | 1981年12月1日－1989年12月4日  | 2925     | 後擔任國防部部長、行政院院長 |
| 第13任 | 陳燊齡 (1924－2017) |                              | 空軍 | 一級上將 | 1989年12月5日－1991年12月4日  | 729      | 曾任總統府戰略顧問 |
| 第14任 | 劉和謙 (1926－2023) |                              | 海軍 | 一級上將 | 1991年12月5日－1995年6月30日  | 1303     | 曾任總統府戰略顧問 |
| 第15任 | 羅本立 (1927－2018) |                              | 陸軍 | 一級上將 | 1995年7月1日－1998年3月4日    | 977      | 任內爆發臺灣海峽飛彈危機 |
| 第16任 | 唐飛 (1932－)       |                              | 空軍 | 一級上將 | 1998年3月5日－1999年1月31日   | 332      | 後擔任國防部部長、行政院院長 |
| 第17任 | 湯曜明 (1938－2021) |                              | 陸軍 | 一級上將 | 1999年2月1日－2002年1月31日   | 1095     | 後擔任國防部部長、第1位非半山仔背景之臺灣本省人一級上將                                                                                                  |
| 第18任 | 李傑 (1940－)       |                              | 海軍 | 一級上將 | 2002年2月1日－2004年5月19日   | 838      | 後擔任國防部部長 |
| 第19任 | 李天羽 (1946－2024) |                              | 空軍 | 一級上將 | 2004年5月20日－2007年1月31日  | 986      | 後擔任國防部部長 |
| 第20任 | 霍守業 (1943－)     |                              | 陸軍 | 一級上將 | 2007年2月1日－2009年2月4日    | 734      | 現任總統府戰略顧問兼國防安全研究院董事長 |
| 第21任 | 林鎮夷 (1945－)     |                              | 海軍 | 一級上將 | 2009年2月5日－2013年1月15日   | 1440     | 現任總統府戰略顧問 |
| 第22任 | 嚴明 (1949－)       |                              | 空軍 | 二級上將 | 2013年1月16日－2013年8月7日   | 203      | 後擔任國防部部長 |
| 第23任 | 高廣圻 (1951－)     |                              | 海軍 | 二級上將 | 2013年8月8日－2015年1月29日   | 539      | 後擔任國防部部長 |
| 第24任 | 嚴德發 (1952－)     |                              | 陸軍 | 二級上將 | 2015年1月30日－2016年11月30日 | 670      | 因阿帕契打卡案自請處分 成為中華民國國軍史上首位被記過的參謀總長 後擔任國家安全會議秘書長、國防部部長、國家安全會議諮詢委員、退輔會主任委員               |
| 第25任 | 邱國正 (1953－)     |                              | 陸軍 | 二級上將 | 2016年12月1日－2017年4月30日  | 150      | 中華民國國軍轉進臺灣後首位打破「軍種輪替」慣例的參謀總長 第34任國防部長                                                                                  |
| 第26任 | 李喜明 (1955－)     |                              | 海軍 | 二級上將 | 2017年5月1日－2019年6月30日   | 790      | 降編二級上將缺後首位任期有滿兩年以上的參謀總長 |
| 第27任 | 沈一鳴 (1957－2020) |                              | 空軍 | 一級上將 | 2019年7月1日－2020年1月2日    | 185      | 搭乘UH-60黑鷹直升機失事，任內因公殉職，為中華民國歷史上第一位殉職的參謀總長，亦為殉職最高階之軍事將領，追晉空軍一級上將。                                |
| 代理   | 劉志斌 (1962－)     |                              | 海軍 | 二級上將 | 2020年1月2日－2020年1月15日   | 13       | 因時任參謀總長殉職，副參謀總長執行官自2020年1月2日代理至當月15日，後調任中華民國海軍司令。                                                               |
| 第28任 | 黃曙光 (1957－)     |                              | 海軍 | 二級上將 | 2020年1月16日－2021年6月30日  | 531      | 屆齡退休後擔任國家安全會議諮詢委員，國造海鯤級潛艦的主要負責人。                                                                                         |
| 第29任 | 陳寶餘 (1958－)     |                              | 陸軍 | 二級上將 | 2021年7月1日－2023年4月30日   | 668      | 2022年5月1日屆滿最大服役年齡64歲，依當年1月19日修正公布「陸海空軍軍士官服役條例」第6條，由總統核定延長服役1年，為首位總長延役者，並在2023年4月30日卸任。 |
| 第30任 | 梅家樹 (1963－)     |                              | 海軍 | 二級上將 | 2023年5月1日－現任            | 829      | 海軍司令升任，曾任副參謀總長執行官、海軍副司令、國防部常務次長、國防部軍備局長、海軍參謀長等職。                                                         |

### 歷任訓練總監（軍訓部長）、軍事參議院長
| 任次                   | 姓名                   | 任期時間               |
| 國民政府訓練總監部總監 | 國民政府訓練總監部總監 | 國民政府訓練總監部總監 |
| ---------------------- | ---------------------- | ---------------------- |
| 第1任                  | 何應欽 (1890–1987)     | 1928年10月－1931年12月 |
| 第2任                  | 李濟深 (1885–1959)     | 1931年12月－1933年12月 |
| 第3任                  | 朱培德 (1889–1937)     | 1933年12月－1934年12月 |
| 第4任                  | 唐生智 (1889–1970)     | 1934年12月－1938年2月  |
| 第5任                  | 白崇禧 (1893–1966)     | 1938年2月－1946年5月   |
| 國民政府軍事參議院院長 |                        |                        |
| 第1任                  | 李宗仁 (1891–1969)     | 1928年10月－1929年5月  |
| 第2任                  | 唐生智                 | 1929年5月－1931年3月   |
| 第3任                  | 張景惠 (1871–1959)     | 1931年3月－1931年12月  |
| 第4任                  | 張翼鵬 (1882–1944)     | 1931年12月－1934年12月 |
| 第5任                  | 陳調元 (1886–1943)     | 1934年12月－1943年12月 |
| 第6任                  | 李濟深                 | 1943年12月－1945年10月 |
| 第7任                  | 龍雲 (1884–1962)       | 1945年10月－1947年5月  |

### 歷代參謀總長旗

1947-1950年的參謀總長旗
中華民國政府遷臺初期的參謀總長旗

## 歷任副參謀總長執行官
| 任次   | 姓名               | 圖像 | 軍階 | 軍階     | 任期時間                      | 備註                                                             |
| ------ | ------------------ | ---- | ---- | -------- | ----------------------------- | ---------------------------------------------------------------- |
| 第1任  | 羅列 (1907–1976)   |      | 陸軍 | 二級上將 | 1958年8月－1959年6月          |                                                                  |
| 第2任  | 馬紀壯 (1912–1998) |      | 海軍 | 二級上將 | 1959年7月－1965年1月          |                                                                  |
| 第3任  | 黎玉璽 (1914–2003) |      | 海軍 | 二級上將 | 1965年1月－1965年6月          |                                                                  |
| 第4任  | 羅列               |      | 陸軍 | 二級上將 | 1965年8月－1969年6月          | 再任                                                             |
| 第5任  | 鄭為元 (1913–1993) |      | 陸軍 | 二級上將 | 1969年7月1日－1972年6月30日   |                                                                  |
| 第6任  | 王多年 (1913–2004) |      | 陸軍 | 二級上將 | 1972年7月1日－1977年3月31日   |                                                                  |
| 第7任  | 郝柏村 (1919–2020) |      | 陸軍 | 二級上將 | 1977年4月1日－1978年5月31日   | 升至參謀總長                                                     |
| 第8任  | 馬安瀾 (1916–2001) |      | 陸軍 | 二級上將 | 1978年6月1日－1981年11月30日  |                                                                  |
| 代理   | 姚兆元 (1918–2002) |      | 空軍 | 二級上將 | 1978年12月1日－1982年1月4日   |                                                                  |
| 第9任  | 烏鉞 (1915–2008)   |      | 空軍 | 二級上將 | 1982年1月5日－1983年5月15日   |                                                                  |
| 第10任 | 鄒堅 (1921–2004)   |      | 海軍 | 二級上將 | 1983年5月16日－1986年6月38日  |                                                                  |
| 第11任 | 郭汝霖 (1921–2009) |      | 空軍 | 二級上將 | 1986年7月1日－1988年5月31日   |                                                                  |
| 第12任 | 蔣仲苓 (1922–2015) |      | 陸軍 | 二級上將 | 1988年6月1日－1989年12月4日   |                                                                  |
| 第13任 | 陳堅高 (1921–2006) |      | 陸軍 | 二級上將 | 1989年12月5日－1991年6月30日  |                                                                  |
| 第14任 | 黃幸強 (1931–)     |      | 陸軍 | 二級上將 | 1991年7月1日－1993年7月4日    |                                                                  |
| 第15任 | 羅本立 (1927–2018) |      | 陸軍 | 二級上將 | 1993年7月5日－1995年6月30日   | 升至參謀總長                                                     |
| 第16任 | 唐飛 (1932–)       |      | 空軍 | 二級上將 | 1995年7月1日－1998年3月4日    | 升至參謀總長                                                     |
| 代理   | 楊德智 (1941–2019) |      | 陸軍 | 二級上將 | 1998年3月5日－1998年3月31日   |                                                                  |
| 第17任 | 夏瀛洲 (1939–)     |      | 空軍 | 二級上將 | 1998年4月1日－1999年2月28日   | 兼任三軍大學校長                                                 |
| 第18任 | 王漢寧 (1940–)     |      | 空軍 | 二級上將 | 1999年3月1日－2002年1月31日   |                                                                  |
| 第19任 | 朱凱生 (1945–)     |      | 陸軍 | 二級上將 | 2002年2月1日－2004年5月19日   |                                                                  |
| 第20任 | 費鴻波 (1944–)     |      | 海軍 | 二級上將 | 2004年5月20日－2005年5月31日  |                                                                  |
| 第21任 | 曾金陵 (1947–)     |      | 陸軍 | 二級上將 | 2005年6月1日－2006年2月15日   |                                                                  |
| 第22任 | 趙世璋 (1948–)     |      | 陸軍 | 二級上將 | 2006年2月16日－2007年1月31日  |                                                                  |
| 第23任 | 王立申 (1946–)     |      | 海軍 | 二級上將 | 2007年2月1日－2007年5月20日   |                                                                  |
| 第24任 | 彭勝竹 (1950–)     |      | 空軍 | 二級上將 | 2007年5月21日－2007年7月15日  |                                                                  |
| 第25任 | 吳達澎 (1950–)     |      | 陸軍 | 二級上將 | 2007年7月16日－2011年5月15日  |                                                                  |
| 第26任 | 高廣圻 (1951–)     |      | 海軍 | 二級上將 | 2011年5月16日－2012年8月31日  | 升至參謀總長                                                     |
| 第27任 | 陳永康 (1951–)     |      | 海軍 | 二級上將 | 2012年9月1日－2013年7月31日   |                                                                  |
| 第28任 | 嚴德發 (1952–)     |      | 陸軍 | 二級上將 | 2013年8月1日－2013年8月15日   | 升至參謀總長                                                     |
| 代理   | 李喜明 (1955–)     |      | 海軍 | 中將     | 2013年8月16日－2013年8月31日  | 升至參謀總長                                                     |
| 第29任 | 廖榮鑫 (1955–)     |      | 空軍 | 二級上將 | 2013年9月1日—2015年1月29日    | 後擔任經濟部漢翔公司董事長                                       |
| 第30任 | 蒲澤春 (1956–)     |      | 海軍 | 二級上將 | 2015年1月30日—2017年4月30日   |                                                                  |
| 第31任 | 陳寶餘 (1958–)     |      | 陸軍 | 二級上將 | 2017年5月1日－2019年3月31日   | 升任參謀總長                                                     |
| 第32任 | 劉志斌 (1962–)     |      | 海軍 | 二級上將 | 2019年4月1日－2020年1月15日   | 2020年1月2日－15日代理參謀總長，轉任海軍司令、國防大學校長       |
| 第33任 | 徐衍璞 (1961–)     |      | 陸軍 | 二級上將 | 2020年1月16日－2021年6月30日  | 轉任陸軍司令、軍備副部長                                         |
| 第34任 | 梅家樹 (1963–)     |      | 海軍 | 二級上將 | 2021年7月1日－2022年6月15日   | 轉任海軍司令、參謀總長                                           |
| 第35任 | 鄭榮豐 (1963–)     |      | 空軍 | 二級上將 | 2022年6月16日－2024年11月14日 | 曾任中將副參謀總長，後調任中華民國空軍司令                       |
| 第36任 | 黃志偉 (1964–)     |      | 空軍 | 二級上將 | 2024年11月14日－              | 曾任空軍司令部作戰副司令、空軍作戰指揮部指揮官、空軍司令部參謀長 |

## 歷任總士官督導長
| 任次  | 姓名   | 圖像 | 軍種軍階 | 軍種軍階   | 任期時間                    | 備註                                                                  |
| ----- | ------ | ---- | -------- | ---------- | --------------------------- | --------------------------------------------------------------------- |
| 第1任 | 韓正宏 |      | 陸軍     | 一等士官長 | 2017年7月19日－2020年1月2日 | 首位陸軍出身 陸軍裝甲兵科第一位 搭乘UH-60黑鷹直升機失事，任內因公殉職 |
| 第2任 | 潘文清 |      | 陸軍     | 一等士官長 | 2020年2月4日－2023年7月31日 | 陸軍裝甲兵科出身                                                      |
| 第3任 | 黃豐英 |      | 空軍     | 一等士官長 | 現任                        | 首位空軍出身                                                          |